# Julia Kavanagh
Julia Kavanagh (7 de enero de 1824 - 28 de octubre de 1877) fue una novelista irlandesa especializada en la cultura francesa.

## Biografía
Julia nació en 1824 en Thurles, Tipperary, hija de Morgan Peter Kavanagh (fallecido en 1874), autor de varias obras filológicas y de algunos poemas. Pasó varios de sus primeros años de vida con sus padres en Normandía, donde se especializó en el idioma francés y en su modo de pensamiento, lo cual perfeccionaría posteriormente mediante sus frecuentes y largas residencias en Francia. 
La carrera literaria de Kavanagh comenzó después de que su madre y ella se mudaron a Londres hacia 1844, luego de haberse separado de su padre en Francia. A partir de ese momento trabajó como escritora para mantenerse a sí misma y a su madre inválida, Bridget (una compañera de por vida). Su primer libro fue Three Paths (1847), una historia dedicada al público joven; sin embargo, su primera obra que obtuvo reconocimiento fue Madeleine, a Tale of Auvergne (1848), una historia de 'solidaridad heroica y fe viviente basadas en los hechos'.
Sus historias solían estar ambientadas en Francia. Su estilo es doméstico y sencillo, ya que apuntaba a lectoras jóvenes; sus protagonistas tienden a ser mujeres fuertes e independientes que se valen por sí mismas. Kavanagh fue popular y tuvo un público lector fiel. También fue una prolífica contribuyente a los periódicos literarios y escribió varios textos biográficos breves.
Con el estallido de la Guerra franco-prusiana, Kavanagh se mudó con su madre desde París a Rouen. Después de la muerte de su madre se mudó a Niza, donde falleció, sin haber contraído matrimonio jamás; como católica devota, sus últimas palabras, en francés, fueron: "¡Oh, mamá! Qué tonta soy por haber caído."

## Obras
- The Three Paths (1847)
- Madeleine, a Tale of Auvergne (1848)
- Woman in France during the 18th Century (1850)
- Nathalie (1851)
- Women of Christianity (1852)
- Daisy Burns (1853)
- Rachel Gray (1855)
- Adele (1857)
- A Summer and Winter in the Two Sicilies (1858)
- French Women of Letters (1862)
- English Women of Letters (1862)
- Queen Mab (1863)
- Beatrice (1865)
- Dora (1868)
- Silvia (1870)
- Bessie (1872)
- John Dorrien (1875)
- Forget-Me-Nots (1878, edición póstuma, prefacio de C. W. Wood)